# Börje Jansson
Erik Börje Jansson, född den 10 november 1942 i Örebro är en före detta svensk roadracingförare.
Jansson vann fyra Grand Prix i 125GP-klassen, och blev som bäst trea i VM, vilket skedde år 1971. 1972 slutade Borje 8:a I 250cc-loppet som Vann Jarno Saarinen foljt av Aermacchi-foraren Renzo Pasolini och Rodney Gould. Han körde sitt sista lopp 1973.

### Fotnoter
1. ↑  Sveriges befolkning
1980:
Jansson, Erik Börje